# Bob Casey (rugby à XV)
Pour les articles homonymes, voir Bob Casey et Casey.
Pas d'image ? Cliquez ici

a Compétitions nationales et continentales officielles uniquement.

b Matchs officiels uniquement.
Dernière mise à jour le 13 juin 2021.
Robert Edward Casey, plus connu comme Bob Casey, né le 18 juillet 1978 à Dublin, est un joueur de rugby à XV, qui joue avec l'équipe d'Irlande entre 1999 et 2000, évoluant au poste de deuxième ligne. Il joue actuellement avec le club des London Irish.

## Biographie
Bob Casey obtient sa première cape internationale le 10 octobre 1999 contre l'Australie. Il joue actuellement avec le club des London Irish après être passé par la province du Leinster. Il avait auparavant joué pour Blackrock et North Kildare. Il dispute cette saison la Coupe d'Europe et le Guinness Premiership. Il entame sa cinquième saison en 2006-2007 avec le club. Il est désigné par le club londonien Joueur de la Saison du club en 2003-2004 et a cette récompense de la part des supporters l'année suivante.

## Statistiques en équipe nationale
- 7 sélections
- 5 points (1 essai)
- Sélections par année : 2 en 1999, 3 en 2000, 2 en 2009
- Tournoi des Six Nations disputés : 2000
- Coupe du monde de rugby à XV disputée : 1999